# Fachakademie für Sozialpädagogik der Armen Schulschwestern von unserer Lieben Frau
Die Fachakademie für Sozialpädagogik der Armen Schulschwestern von unserer Lieben Frau ist eine Fachakademie für Sozialpädagogik in München. Sie ist die älteste Ausbildungsstätte in Bayern für Erzieherinnen. Träger der Ausbildungsstätte sind die Armen Schulschwestern von Unserer Lieben Frau. Die Ordensgemeinschaft wurde 1833 und die Ausbildungsstätte 1843 von Maria Theresia Gerhardinger ins Leben gerufen.

## Ausbildungsstätte
Die einzügig geführte Schule bildet Erzieherinnen aus für:
- Kinderkrippe, Kindergarten und Hort
- Heime, Internate
- heilpädagogische Einrichtungen
- offene Kinder und Jugendarbeit

An der Schule kann die fachgebundene und die allgemeine Fachhochschulreife erworben werden, die Voraussetzung ist für das weiterführende Studium an Fachhochschulen für Sozialpädagogik und gegebenenfalls (bei einem erforderlichen Notendurchschnitt von besser als 1,5) an Hochschulen (siehe: Fachakademie für Sozialpädagogik). Zudem besteht die Möglichkeit, ein Zertifikat in Religionspädagogik (Zusatzqualifikation) zu erwerben, das sich auf die Tätigkeit in vorschulischen Institutionen, im Hort und anderen sozial- bzw. heilpädagogischen Einrichtungen bezieht.
2001 wurde das Sozialpädagogische Seminar eingeführt mit der Option, nach 2 Jahren den Berufsabschluss Staatlich geprüfte/r Kinderpfleger/in zu erwerben.
Eine wissenschaftliche und zugleich praxisorientierte Ausbildung, das christliche Menschenbild sowie der Leitsatz aus der Lebensregel der Armen Schulschwestern, die Menschen hinzuführen zu ihrer vollen Entfaltung als Geschöpf und Abbild Gottes und sie zu befähigen, ihre Gaben einzusetzen, um die Erde menschenwürdig zu gestalten begründen den besonderen Auftrag dieser Fachakademie für Sozialpädagogik.

## Geschichte
1843 errichtete der Orden der Armen Schulschwestern, entsprechend den Königl. Richtlinien von 1839, einen einjährigen Lehrkurs zur Ausbildung für Leiterinnen von Bewahranstalten im Münchener Angekloster. Der Lehrkurs erfreute sich eines regen Zuspruchs, zumal es in Bayern keine weiteren Ausbildungsstätten gab.
Ein noch erhaltener Lehrplan aus dem Jahre 1881 listet folgende Stunden auf:
Sprach- und Sachunterricht        4 Std.
Pädagogische Unterweisung         3 Std.
Musik                             4 Std.
Formarbeiten, Handarbeit          2 Std.
Zeichnen                          2 Std.
Turnen                            1 Std.
Praxis                            15 Std.
1899 erfolgte die Umwandlung in ein Seminar für Jugendpflege, das 1918 in das neue Schulgebäude an der Blumenstraße umzog. Im gleichen Jahr wurde die Ausbildungszeit auf zwei Jahre erhöht. Die Aufnahme in das Seminar setzte den Besuch einer dreijährigen Mittelschule oder der Höheren Mädchenschule voraus. Die ausgebildeten Mädchen und Frauen durften auch die Leitung von Kindergärten und Horten übernehmen. Erst 1931 wurden in Bayern staatliche Richtlinien über die Vor- und ausbildung der Kindergärtnerinnen und Hortnerinnen erlassen, aufgrund derer das Seminar für Jugendpflege die staatliche Anerkennung erhielt.
1935 stand ein erneuter Umzug in den Klosterneubau am Mariahilfplatz bevor. Doch nicht mehr allzu lange durfte dort die Ausbildungsstätte sein. Als konfessionell gebundene Schule war sie den Nazi-Behörden ein Dorn im Auge. Immer wieder wurde die Schule auf ihre politische Loyalität überprüft, trotz Anpassung an die Vorschriften, wie folgender Auszug aus dem Jahresbericht 1935/36 bezeugt:
Der Lehr= und Stundenplan des Seminars erfuhr die ministeriell für alle Anstalten geforderte zeitbedingte Änderung durch Aufnahme der Rassenkunde und vermehrte zeitgemäße Einstellung der Bürgerkunde.
Erweitert, belebt und vertieft wurde der nationale und sonstige Unterricht durch verschiedene Rundfunkdarbietungen namentlich die Reden des Führers, nationale Feierstunden – wie am Tag der Arbeit, der Erhebung, ferner durch Filme – Erntedankfilm –, Vorträge – deutsche Kolonien, Ausländerdeutschtum, heimische Dialekte –, Besuch von Ausstellungen – hygienische Ausstellung –, von Museen, Tiergarten, hygienische Einrichtungen – Kläranlage -.
Auch das Brauchtum wurde gepflegt in Heimatfeierstunden und Teilnahme an Volksbräuchen.
1942 musste die Schule ihren Betrieb einstellen, die Räume dienten in den folgenden Jahren als Lazarett. Die Klosterfrauen übernahmen alle Dienste: Krankenpflege, Verwaltung, Küche, Wäsche etc. Bereits 1946 konnte das Seminar wieder eröffnet werden, trotz massiver räumlicher Beschränkung. Wie alle bayerischen Ausbildungsstätten für Erzieher/Erzieherinnen wechselte die Schule mehrmals ihren Namen:
- 1948: Fachschule für Kindergärtnerinnen, Hortnerinnen und Jugendpflegrinnen der Armen Schulschwestern v. U.L.F.
- 1950: Seminar für Kindergärtnerinnen und Hortnerinnen der Armen Schulschwestern v.U.L.F.
- 1968: Fachschule für Sozialpädagogik der Armen Schulschwestern v.U.L.F.
- 1972: Fachakademie für Sozialpädagogik der Armen Schulschwestern v.U.L.F.